# Cirritoïdeus
Els cirritoïdeus (Cirrhitoidea) constitueixen una superfamília de peixos pertanyent a l'ordre dels perciformes.

## Particularitats
El tàxon Cirrhitoidea no està universalment reconegut, ja que alguns autors inclouen els cirritoïdeus dins de la superfamília Percoidea, de la qual també forma part el subordre dels percoïdeus (Percoidei).

## Famílies
- Aplodactylidae
- Cheilodactylidae
- Chironemidae
- Cirrhitidae
- Latridae